# بابی راین
بابی راین (انگلیسی: Bobby Rhine؛ ۱۸ آوریل ۱۹۷۶ – ۵ سپتامبر ۲۰۱۱) یک بازیکن فوتبال اهل ایالات متحده آمریکا بود.